# Dicranomyia (Dicranomyia) halterata
Dicranomyia (Dicranomyia) halterata is een tweevleugelige uit de familie steltmuggen (Limoniidae). De soort komt voor in het Palearctisch en Nearctisch gebied.